# Водо-Кадоре
Водо-Кадоре (итал. Vodo Cadore) — коммуна в Италии, располагается в провинции Беллуно области Венеция.
Население составляет 934 человека (2008 г.), плотность населения составляет 20 чел./км². Занимает площадь 46 км². Почтовый индекс — 32040. Телефонный код — 0435.
Покровительницей коммуны почитается святая Лукия, празднование 13 декабря.

## Демография
Динамика населения:

## Администрация коммуны
- Официальный сайт: